# Hermann Hesse
Hermann Hesse (født 2. juli 1877 i Calw, død 9. august 1962 i Montagnola, Schweiz) var tysk-schweizisk digter, forfatter og fritidsmaler.
Hans kendeste værker er Steppeulven (Der Steppenwolf), Siddharta og Glasperlespillet, som handler om individets søgen efter spiritualitet uden for samfundet.
I 1946 fik Hesse Nobelprisen i Litteratur og i 1955 Pour le Mérite.

## Livsforløb

### Barndom og ungdom (1877-1895)

#### Fødehjem
Hermann Hesse blev født den 2. juli 1877 i Calw (Württemberg) i den nordlige del af Schwarzwald. Han kom fra en kristen missionærfamilie og voksede op i et beskyttet og intellektuelt hjem. Begge forældre tjente i forbindelse med Baselermissionen i Indien, hvor Hesses mor Marie Gundert (1842-1902) også var født. Hans far Johannes Hesse (1847-1916), der var søn af en tysk-baltisk læge, stammede fra Weißenstein/Paide i Estland. I Calw arbejdede Johannes Hesse fra 1873 som medarbejder på „Calwer Verlagsverein“, hvis direktør var hans svigerfar, Hermann Gundert (1814-1892), som han fra 1893 til 1905 efterfulgte som direktør og forlagsleder. 
Hermann Hesse havde fem søskende, hvoraf to døde meget tidligt. Hesse var et meget fantasifuldt barn med stor følelsesrigdom og et udtryksfuldt temperament. Hans talent blev tidligt synligt. Han savnede ikke ideer til digte, han tegnede vidunderligt, og det virkede, som om hans forældre næsten var for svage til ham. Således skrev hans mor den 2. august 1881 i et brev til hans far Johannes Hesse: „...drengen har et liv, en styrke som en kæmpe, en mægtig viljekraft og faktisk også en slags helt utrolig forstand for sine fire år. Hvor skal det ende? Denne indre kamp mod hans tyranånd slider hårdt på mig, hans lidenskabelige Sturm und Drang... Gud må sætte denne stolte ånd i arbejde, for i så fald vil der komme noget ædelt og prægtigt ud af ham, men jeg gyser ved tanken om, hvad der ved en dårlig eller slap opdragelse ville kunne komme ud af dette unge, lidenskabelige menneske.“.
Hesse er en af de få nobelprismodtagere, hvor der har været temmelig skarpt optrukket uenighed om forfatterskabets kvalitet.
- På den ene side er hans produktion blevet kritiseret for at være letvægtig og epigonagtig.
- På den anden side anser mange ham for at være en af det 20. århundredes helt store romanforfattere og Glasperlespillet som et af århundredets hovedværker.

| Citat         | Hvis du hader et menneske, hader du noget i personen, der er en del af dig selv. Det, der ikke er en del af os selv, forstyrrer os ikke. | Citat |
| Hermann Hesse | |       |